# Ibrahim-priset för afrikanskt ledarskap
Ibrahim-priset för afrikanskt ledarskap (Mo Ibrahim Prize for Achievement in African Leadership) är ett afrikanskt pris för förtjänstfullt statsmannaskap.
Priset delas ut av Mo Ibrahim-stiftelsen till en före detta demokratiskt vald statschef från ett land i Afrika söder om Sahara, vilken framgångsrikt utvecklat landet socialt och ekonomiskt och som fredligt har överlämnat makten till efterträdaren efter utgången av tillåtna valperioder under de sista tre åren före den årliga prisjurydiskussionen.
Priset instiftades 2007 av den i Storbritannien baserade entreprenören Mo Ibrahim, som föddes i Sudan och bland annat är en av grundarna av mobiltelefonibolaget Celtel, sedermera Zain efter att ha köpts 2005 av det kuwaitiska telekomföretaget Zain Group.
Prissumman är på omkring 5 miljoner amerikanska dollar och ska utbetalas under en tioårsperiod och därefter 200 000 US dollar per år så länge pristagaren lever. Värdet av priset är därmed sannolikt det högsta av alla officiella pris.
Pristagaren utses av en jury, vars ordförande november 2007 var Kofi Annan och numera är Salim Ahmed Salim, tidigare premiärminister i Tanzania. Övriga medlemmar i juryn är Martti Ahtisaari, Mohammed El Baradei, Festus Mogae, Graça Machel,  Aïcha Bah Diallo och Mary Robinson.
Åren 2009, 2010, 2012 och 2013 har ingen pristagare utsetts, eftersom prisjuryn inte har funnit någon tillräckligt förtjänstfull kandidat.

## Priskommitté (2017)
- Salim Ahmed Salim (sedan 2007), ordförande sedan 2012
- Martti Ahtisaari (sedan 2007)
- Aïcha Bah Diallo (sedan 2007)
- Graca Machel (sedan 2008)
- Festus Mogae (sedan 2011)
- Mohamed ElBaradei (sedan 2008)
- Mary Robinson (sedan 2007)

## Pristagare
| År                                | Pristagare                  | Bild | Nation     | Regeringsperiod | Motivering |
| --------------------------------- | --------------------------- | ---- | ---------- | --------------- | --- |
| 2007                              | Joaquim Chissano            |      | Moçambique | 1986-2005       | för "sin roll att leda Moçambique från konflikt till fred och demokrati" |
| 2007                              | Nelson Mandela (hederspris) |      | Sydafrika  | 1994-99         | |
| 2008                              | Festus Mogae                |      | Botswana   | 1998-2008       | “President Mogaes enastående ledarskap har garanterat Botswanas fortsatta stabilitet och välstånd under en period när HIV/AIDS-pandemin hotade hans lands och folks framtid" |
| 2009                              | Inget pris utdelat          |      |            |                 | Prisjuryn meddelade att det funnits några kandidater av intresse, men att den efter grundliga diskussioner bestämt att en pristagare inte kunde utses. |
| 2010                              | Inget pris utdelat          |      |            |                 | Prisjuryn meddelade att den inte identifierat några priskandidater eller några positiva nya händelser och att det därför inte hade förekommit någon urvalsprocess för priset. |
| 2011                              | Pedro Pires                 |      | Kap Verde  | 2001-11         | "har varit behjälplig i att göra Kap Verde till en modell för demokrati, stabilitet och ökat välstånd." |
| 2012                              | Inget pris utdelat          |      |            |                 | Ordföranden i prisjuryn Salim Ahmed Salim uttalade att det inte fanns passande kandidater. Mo Ibrahim uttalade att "ekonomin har utvecklats starkt mellan 2001 och 2012, men att ekonomisk utveckling inte har gett oss skäl att ge efter för krav på deltagande och mänskliga rättigheter” |
| 2013                              | Inget pris utdelat          |      |            |                 | |
| 2014 (offentliggjort i mars 2015) | Hifikepunye Pohamba         |      | Namibia    | 2005-15         | |
| 2015                              | Inget pris utdelat          |      |            |                 | |
| 2016                              | Inget pris utdelat          |      |            |                 | |
| 2017                              | Ellen Johnson Sirleaf       |      | Liberia    |                 | |
| 2018                              | Inget pris utdelat          |      |            |                 | |
| 2019                              | Inget pris utdelat          |      |            |                 | |
| 2020                              | Mahamadou Issoufou          |      | Niger      |                 | |
| 2021                              | Inget pris utdelat          |      |            |                 | |
| 2022                              | Inget pris utdelat          |      |            |                 | |
| 2023                              | Inget pris utdelat          |      |            |                 | |
| 2024                              | Inget pris utdelat          |      |            |                 | |